# Thanksgiving (film)
Thanksgiving är en amerikansk slasherfilm från 2023. Filmen är regisserad av Eli Roth, från ett manus skrivet av Jeff Rendell. Den är baserad på Roths skentrailer med samma namn (detta från filmen Grindhouse från 2007). I rollerna syns bland annat Patrick Dempsey, Addison Rae, Milo Manheim, Jalen Thomas Brooks, Nell Verlaque, Rick Hoffman och Gina Gershon.
Inspelningarna av denna film påbörjades i Toronto och Hamilton, Ontario den 13 mars 2023, för att sedan avslutas den 5 maj samma år.
Filmen hade biopremiär i Sverige den 1 december 2023, utgiven av SF Studios.

## Handling
Filmens handling utspelar sig i Plymouth, Massachusetts, där en mystisk seriemördare under namnet "John Carver" dyker upp för att göra en enda stor "Thanksgiving-skärbräda" av stadens alla invånare, detta efter att ett Black Friday-upplopp har slutat i tragedi.

## Rollista (i urval)
- Patrick Dempsey – Sheriff Eric Newlon
- Nell Verlaque – Jessica
- Addison Rae – Gabby
- Jalen Thomas Brooks – Bobby
- Milo Manheim – Ryan
- Rick Hoffman – Thomas Wright
- Gina Gershon – Amanda Collins
- Tomaso Sanelli – Evan
- Jenna Warren – Yulia
- Karen Cliche – Kathleen
- Jeff Teravainen – Bret Labelle
- Ty Olsson – Mitch Collins
- Shailyn Griffin – Amy
- Tim Dillon – Manny
- Amanda Barker – Lizzie
- Chris Sandiford – Doug
- Derek McGrath – Borgmästare Cantin
- Lynne Griffin – Mormor/Farmor
- Adam MacDonald – John Carver (röst)